# Cepphis lilacina
Cepphis lilacina là một loài bướm đêm trong họ Geometridae.